# Беркут (журнал)
«Беркут» (український орнітологічний журнал) — науковий журнал, присвячений дослідженням авіфауни та окремих видів птахів, а також дослідженням загальнобіологічних явищ, що досліджуються на прикладі птахів: міграції, репродуктивна біологія, біогеографія, охорона природи, ономастика тощо.
Журнал видається з 1992 р., виходить двічі на рік.
Окрім того, журнал має два додатки:
- Серія «Бібліотека журналу „Беркут“»
- Додаток «Авіфауна України»

Відповідальні редактори журналу: Грищенко Віталій Миколайович (Канівський природний заповідник) та Скільський Ігор Васильович (Чернівецький краєзнавчий музей).

## Бібліометрика
Журнал включено в Thomson Scientific Master Journal List (Філадельфійський список), РІНЦ (Російський індекс наукового цитування).
За оцінками бібліометричному рейтингу НБУ посідає 23 місце з 82-х видань, з h5-індексом 6, індекс Гірша h=11.
За оцінками Гугл-академії, 5-ма найбільш цитованими працями (станом на лютий 2015) є:
- «Заметки о редких и малоизученных птицах лесостепной части Сумской области» (автор — Н. П. Кныш), Беркут, 2001, Том 10 (1), С. 1-19, 17 цитувань
- «Динамика численности белого аиста в Украине в 1994—2003 гг.» (автор — В. Н. Грищенко), Беркут, 2004, Том 13 (1), С. 38-61, 14 цитувань
- «Нотатки про деяких рідкісних птахів з території Чорнобильської зони відчуження» (автор — С. П. Гащак), Беркут 2002, Том 11 (2), С. 141—147, 14 цитувань
- «Некоторые последствия использования пестицидов для степных птиц Восточной Европы» (автор — В. П. Белик), Беркут 1997, Том 6 (1-2), С. 70-82, 14 цитувань
- «Современная зимняя орнитофауна восточной Черкасщины» (автори — М. Н. Гаврилюк, В. Н. Грищенко), Беркут, 2001, Том 10 (2), С. 184—195, 13 цитувань.